# Canterbury mesék

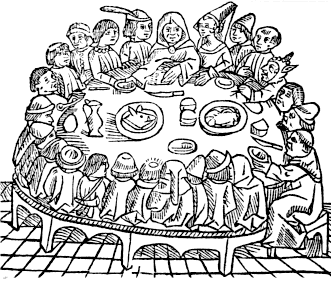
Canterbury mesék. Fametszet 1484-ből

A Canterbury mesék (fordítások címeként hagyományosan) különböző történetek gyűjteménye, melyet Geoffrey Chaucer angol szerző írt a 14. században. A mesék egy kerettörténetben helyezkednek el, melyeket a vértanúként meghalt Becket Tamás sírjához igyekvő zarándokok mesélnek. A Canterbury mesék középangol nyelven íródott.

## A prológus és a mesék
Az általános prológusban a könyv bemutatja a szereplőket. Megtudhatjuk továbbá, hogy egy zord tél utáni tavasszal járunk. A mesék témája változatos – udvari szerelem, árulás, és kapzsiság. Műfaja is változó – románc, szentbeszéd, és fabula. A mindent körbefoglaló keret ellenére nincs meghatározó költői rendszere a műnek, ugyanis Chaucer sok féle rímképletet használ és a versek mellett két próza is található.
A mesék
- Az általános előbeszéd (The General Prologue)
- A lovag meséje (The Knight's Tale)
- A molnár meséje (The Miller's Prologue and Tale)
- Az ispán előbeszéde és meséje (The Reeve's Prologue and Tale)
- A szakács előbeszéde és meséje (The Cook's Prologue and Tale)
- A törvénytudó előbeszéde és meséje (The Man of Law's Prologue and Tale)
- A bathi asszonyság előbeszéde és meséje (The Wife of Bath's Prologue and Tale)
- A kolduló barát előbeszéde és meséje (The Friar's Prologue and Tale)
- A porkoláb előbeszéde és meséje (The Summoner's Prologue and Tale)
- A diák előbeszéde és meséje (The Clerk's Prologue and Tale)
- A kalmár előbeszéde és meséje (The Merchant's Prologue and Tale)
- A fegyverhordozó előbeszéde és meséje (The Squire's Prologue and Tale)
- A birtokos előbeszéde és meséje (The Franklin's Prologue and Tale)
- A doktor meséje (The Physician's Tale)
- A búcsúárus előbeszéde és meséje (The Pardoner's Prologue and Tale)
- A hajós meséje (The Shipman's Tale)
- A priorissza előbeszéde és meséje (The Prioress' Prologue and Tale)
- Chaucer meséje Sir Thopasról (Chaucer's Tale of Sir Topas)
- A Melibeusról való mese (The Tale of Melibee)
- A barát előbeszéde és meséje (The Monk's Prologue and Tale)
- Az apácák papjának előbeszéde és meséje (The Nun's Priest's Tale|The Nun's Priest's Prologue and Tale)
- A második apáca előbeszéde és meséje (The Second Nun's Prologue and Tale)
- A kanonok csatlósának előbeszéde és meséje (The Canon's Yeoman's Prologue and Tale)
- A sáfár előbeszéde és meséje (The Manciple's Prologue and Tale)
- A plébános előbeszéde és meséje (The Parson's Prologue and Tale)

Némely történet komoly hangvételű, mások humorosak. A könyv egyik fő témája az álszentség és a társadalom hármas tagozódása (nemesi, nem nemesi és egyházi). Visszatérő témákkal is találkozhatunk, s olykor az egyik történet a másiknak pont ellentmond. Eredeti szándékától függetlenül Chaucer nem fejezte be a könyvet. Eredetileg minden szereplő négy történetet mesélt volna, kettőt útban a szenthely felé, kettőt pedig onnan vissza jövet. Ez 120 történetet jelentett volna, amely mellett eltörpül az elkészült 24. A könyvben számos utalást találunk a kor eseményeiről és a házasság intézményéről.

## A teljes mű

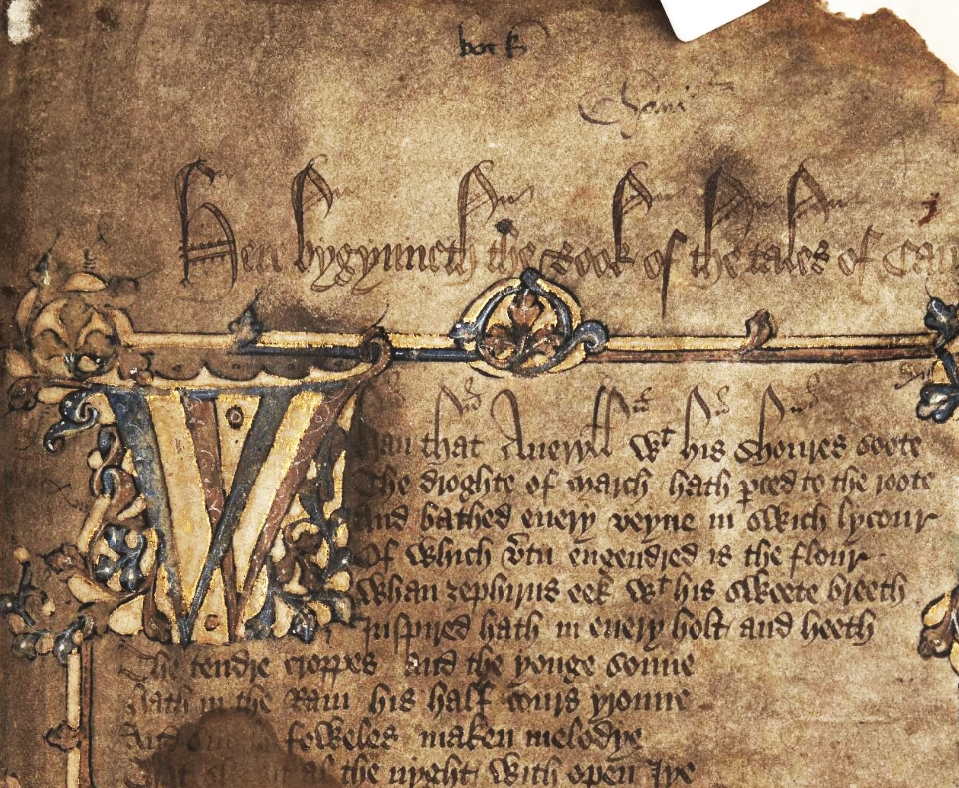
A Hengwrt kézirat nyitóoldala tartalmazza az általános prológust

A művet az 1380-as években kezdte Chaucer, ám az 1390-es évek végén az írást abbahagyta. Chaucer tehát nem fejezte be teljes egészében: valószínűleg több átirat létezett.
Könnyű találni a Canterbury mesékhez hasonló keretes szerkezetű műveket a korból, például Boccaccio Dekameronja, amely valószínűleg Chaucerre nagy hatást gyakorolt. Chaucer tényleg kölcsönzött számos történetet Boccaccio művéből, mégis Chaucer szereplői teszik könyvét jelentőssé. A zarándoklat csupán egy ügyes eszköz ahhoz, hogy a korabeli angol társadalom legkülönbözőbb emberei egy asztalhoz ülhessenek le történeteket mesélni.
Chaucer nem fordít nagy jelentőséget a zarándokút megfestésére, futólag említi csak, hogy a történetmesélés pár napig tart egy fogadóban, jóllehet az utat egy nap alatt is meg lehetett volna tenni.
Irodalmárok tíz egymásba kapcsolódó részre osztják a művet, ám csak leggyakoribb felosztásról beszélhetünk, mivel ezek meghatározása sem mentes a vitáktól. A szereplők egymásnak adják át a beszéd jogát, történeteik azonban nem illeszkednek egymáshoz szorosan.

## A mű jelentősége
Néhányan úgy tartják, hogy a mű legnagyobb jelentősége abban rejlik, hogy az angol nyelv vernakuláris használatával hozzájárult az angol irodalom fejlődéséhez, a franciával és a latinnal szemben. Azonban már Chaucer kora előtt is írtak angol nyelven, úgy mint Chaucer kortársai is, például John Gower, William Langland, vagy a Gawain költő. Lehet, hogy Chaucer népszerűsítette ezt a nyelvhasználatot, ám csak találgathatunk, hogy mennyire.

## Magyar fordítások
A mű teljes egészében magyarul először a Franklin Könyvkiadónál jelent meg, Fodor András, Mészöly Dezső, Szász Imre, Kormos István és Jánosy István fordításában (296 oldalon).
Első teljes magyar kiadás: 1987, Európa kiadó, 783 oldal, ISBN 963-07-3966-6
- Canterbury mesék; ford. Benjámin László et al., szerk., bev., jegyz. Lutter Tibor; Franklin, Bp., 1950
- Canterbury mesék; ford. Kormos István, életrajz, jegyz. Ruttkay Kálmán; Móra, Bp., 1959 (A világirodalom gyöngyszemei)
- Canterbury mesék; ford. Benjámin László et al., utószó Nádasdy Ádám, jegyz. Vajda Miklós, Ferencz Győző; Európa, Bp., 1987 (A világirodalom klasszikusai)
- Harmónia és életöröm. Válogatás Petrarca, Boccaccio és Chaucer műveiből; Interpopulart, Szentendre, 1993 (Populart füzetek)

## Filmes és egyéb feldolgozások
- Pasolini rendezésében, lásd Canterbury mesék
- 1961, Erik Chisholm operája, Canterbury mesék (háromfelvonásos)
- 1968, John Hawkins, Richard Hill, Nevill Coghill és Martin Starkie musicalje
- 2004, BBC, modern feldolgozás.[3]
- 2001, Lovagregény (A Knight's Tale)

## Angol nyelvű hangoskönyvek
- A pék meséjének első része
- A pék meséjének második része
- Részlet a Prológusból